# استیون بالدوین

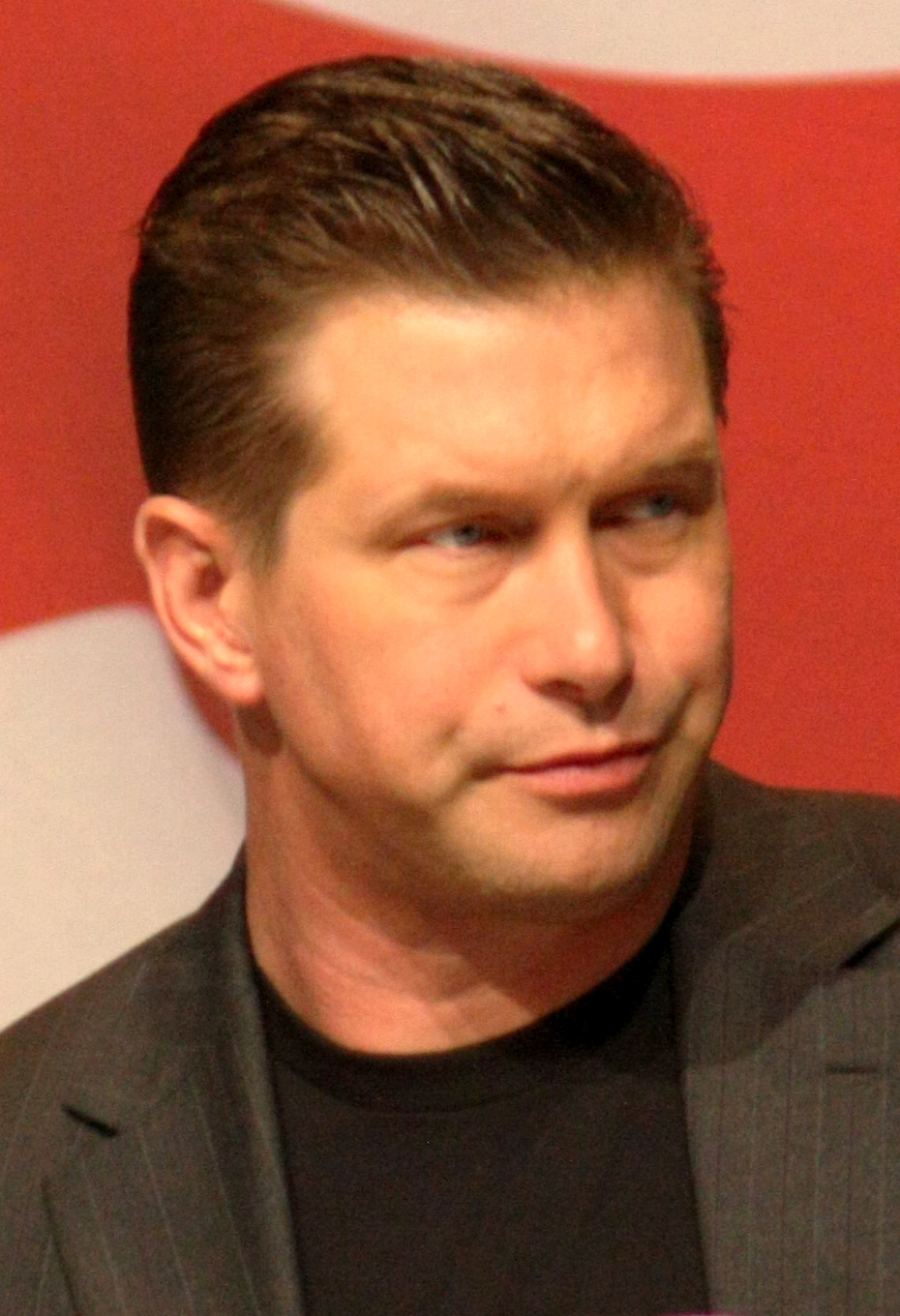

استیون بالدوین (انگلیسی: Stephen Baldwin؛ زاده ۱۲ مهٔ ۱۹۶۶) هنرپیشه، تهیه‌کننده، و کارگردان اهل ایالات متحده آمریکا است. وی از سال ۱۹۸۶ میلادی تاکنون مشغول فعالیت بوده‌است.

## خانواده
او برادر الک بالدوین و دانیل بالدوین و ویلیام بالدوین است.

## گزیده فیلمشناسی
از فیلم‌ها یا برنامه‌های تلویزیونی که وی در آن نقش داشته‌است می‌توان به آثار زیر اشاره کرد.
- تماشاخانه آمریکایی (۱۹۸۷)
- تولد شوم (۱۹۹۸)
- فیر فاکتور (۲۰۰۲)
- سی‌اس‌آی (۲۰۰۵)
- جس استون: عبور شب (۲۰۰۶)
- هیولا (فیلم ۱۹۸۸) (۱۹۸۸)
- تغییر ایکس (۱۹۸۸)
- ضایعات جنگ (۱۹۸۹)
- آخرین خروجی به بروکلین (فیلم) (۱۹۸۹)
- متولد چهارم جولای (۱۹۸۹)
- گروه تعقیب (۱۹۹۳)
- آمیزش جنسی سه‌نفره (فیلم) (۱۹۹۴)
- یک پیچ و تاب ساده (۱۹۹۴)
- ۸ ثانیه (۱۹۹۴)
- خانم پارکر و محفل شرور (۱۹۹۴)
- مظنونین همیشگی (۱۹۹۵)
- گریخت (فیلم) (۱۹۹۶)
- یک پلیس سرسخت (۱۹۹۸)
- تغییر ایکس (فیلم) (۲۰۰۱)
- ضربه محکم ۲: یخ‌شکن (۲۰۰۲)
- هشدارهای خاموش (۲۰۰۳)
- فرد کلاوس (۲۰۰۷)
- اجازه دهید بازی شروع شود (۲۰۱۰)
- مغ (فیلم ۲۰۱۶) (۲۰۱۶)